# むれ温泉

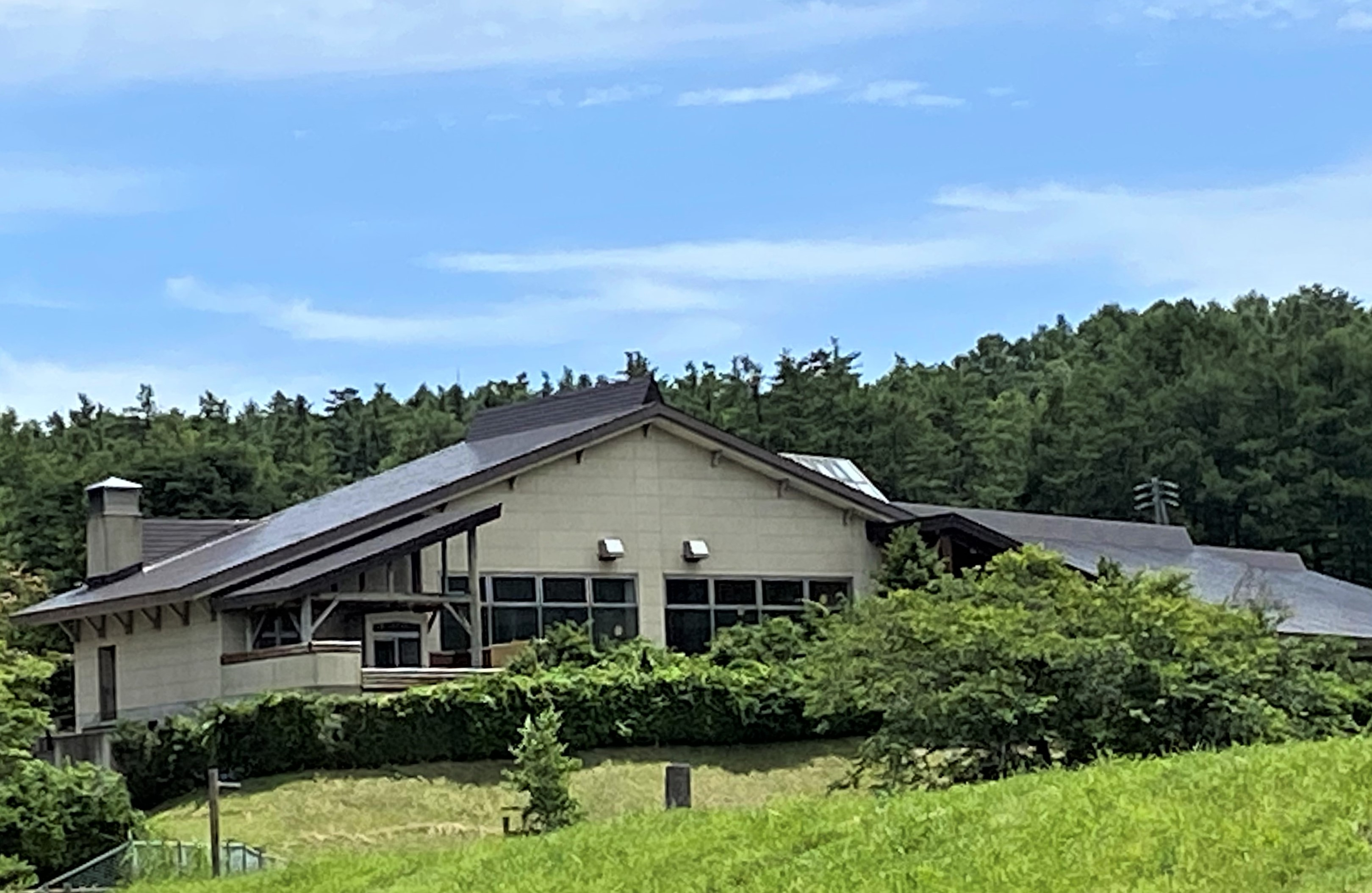
森に囲まれたむれ温泉天狗の館

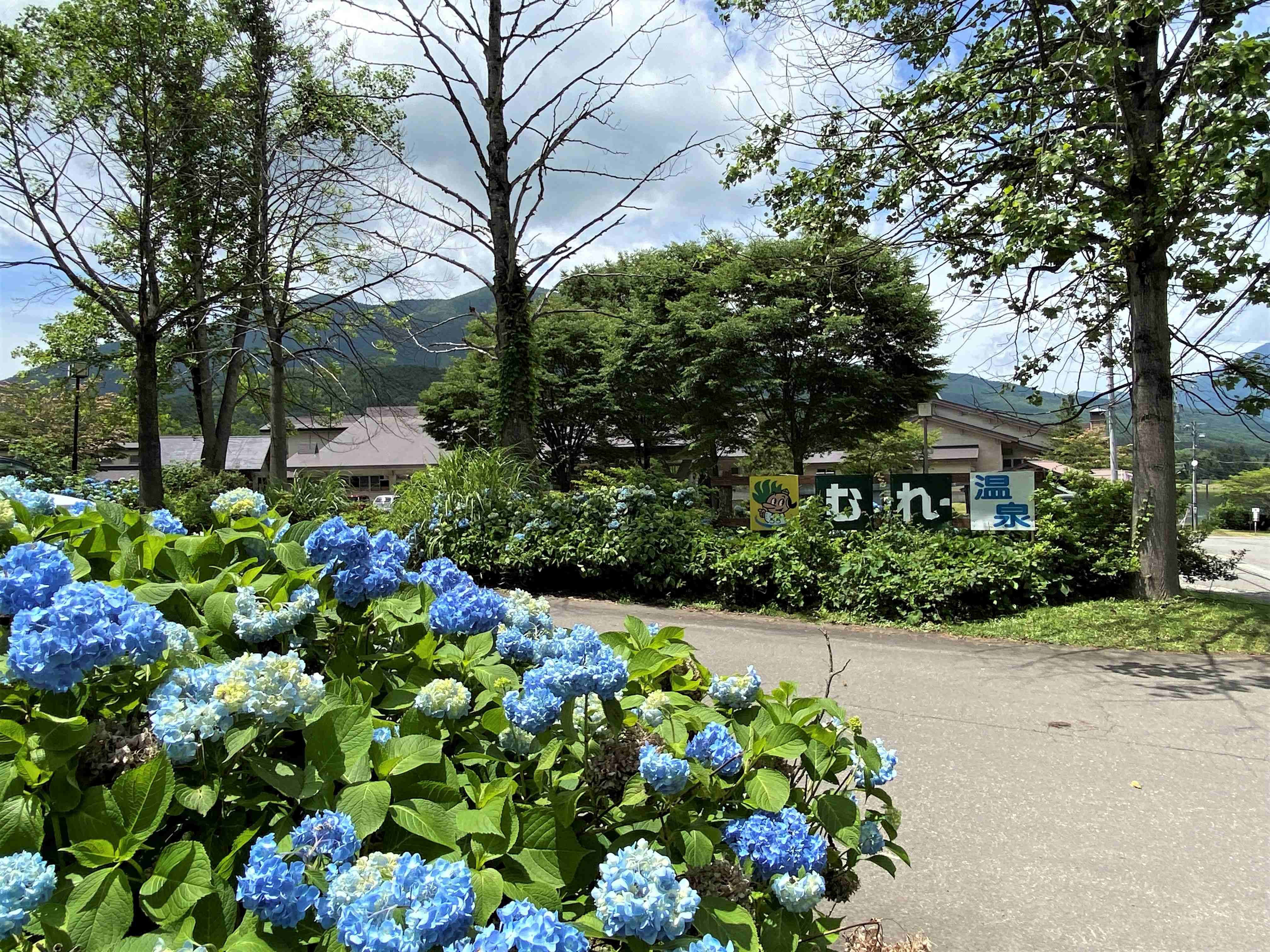
むれ温泉天狗の館（7月初旬）

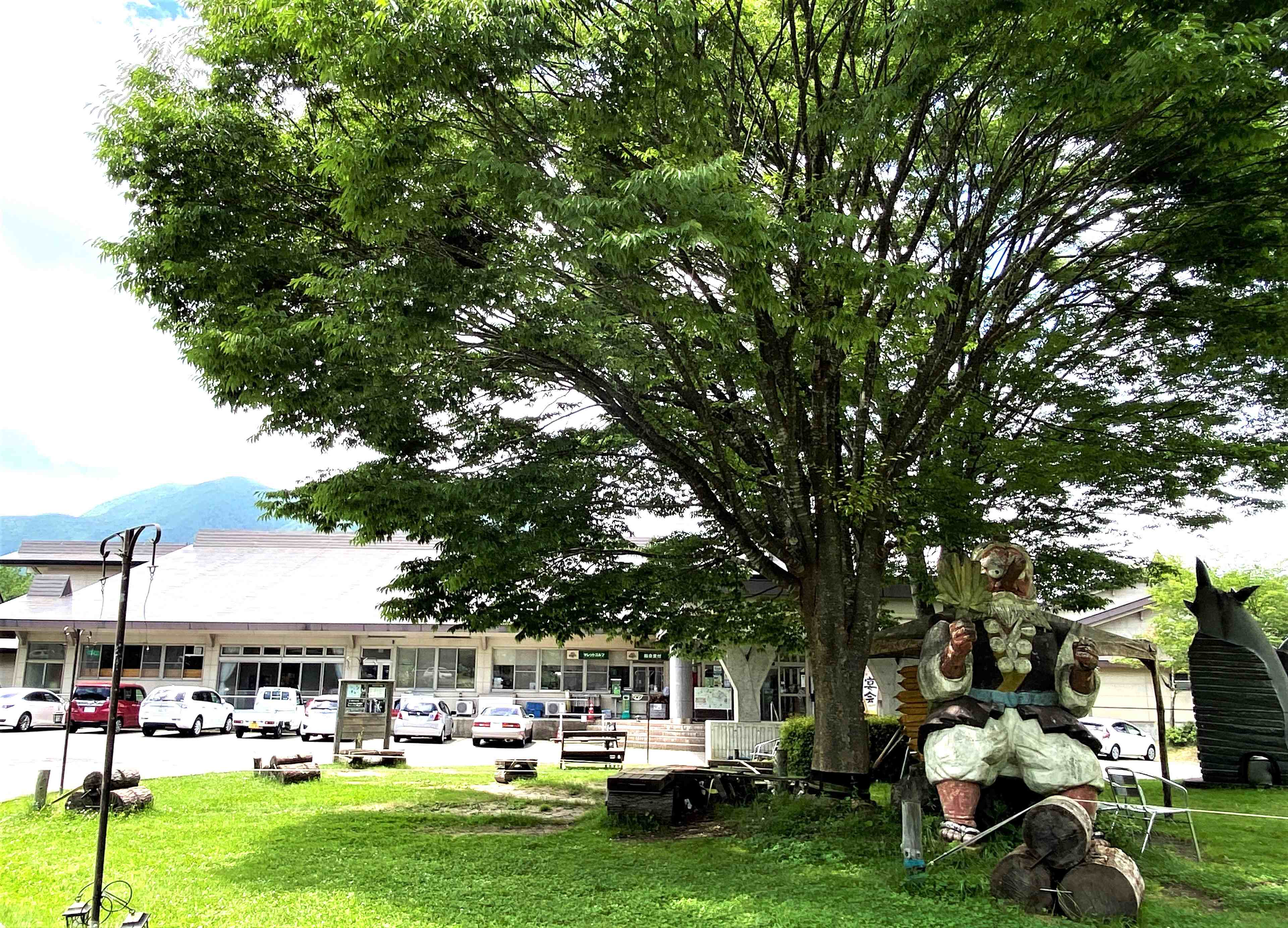
むれ温泉天狗の館では天狗がお出迎え

むれ温泉（むれおんせん）またはむれ温泉天狗の館（むれおんせんてんぐのやかた）は、長野県上水内郡飯綱町にある温泉施設である。旧牟礼村時代に村営の温泉として整備され、飯綱町へ引き継がれた。
付近には飯綱三郎天狗の伝説があるので、このように呼ばれている。飯綱町の西部にある飯綱山の支脈である霊仙寺山の東麓にある霊仙寺湖に面していて、この人造湖や飯綱山を含む北信五岳の眺めもいい。

## 交通
交通は、
- しなの鉄道北しなの線牟礼駅から、バスで約35分
- 信濃町ICから、車で約26分
- 信州中野ICから、車で約36分